# 大房子 (圣彼得堡)
大房子 (俄语：Большой дом,Bolshoy Dom) 是俄罗斯圣彼得堡的一座办公楼，位于中区的铸造厂大街（Liteyny Avenue）4号（北端），靠近涅瓦河。这里是聯邦安全局的圣彼得堡市和列宁格勒州分局总部以及俄罗斯联邦内务部的机构。 
该建筑位于俄罗斯帝国1917年被烧毁的旧军械库建筑的旧址上。它最初建于1931-32年，属于当时苏联的秘密警察国家政治保卫总局（OGPU）。该建筑由苏联建筑师诺伊·托洛茨基、亚历山大·盖杰罗和安德烈·奥尔设计，为晚期构成主义风格。大房子所在的大型建筑群，还包括什帕莱纳亚街的监狱，两者在约瑟夫·维萨里奥诺维奇·斯大林时期的大清洗期间都是著名的监狱。1934年7月，该建筑成为新成立的内务人民委员部（NKVD）的地方总部，当时国家政治保卫总局被并入内务人民委员部，成为内务人民委员部国家安全总局（GUGB）。大房子后来成为广为人知的國家安全委員會 (蘇聯)（克格勃）的当地总部，并一直由克格勃使用，直到1991年苏联解体。
由于大房子与秘密警察有联系，已成为苏联和俄罗斯文化中众多都市传说的主题。一个常见的传说是，大房子有很多层秘密地下室，所以这座建筑是圣彼得堡最高的建筑。还有一个传说，该建筑在第二次世界大战期间列寧格勒圍城戰中幸存下来，是因为纳粹德国知道，德国战俘关押在顶层，所以没有去轰炸它。